# Fiebre de Lassa
La fiebre de Lassa es una fiebre hemorrágica causada por el Lassa virus, perteneciente a la familia Arenaviridae. Se transmite a los humanos a través del contacto con Mastomys natalensis (rata común africana) u objetos  domésticos que resulten ser contaminados por los excrementos de Mastomys natalensis (zoonosis). La enfermedad es endémica en los animales roedores que habitan en algunas zonas de África Occidental. La enfermedad también puede transmitirse entre personas, incluso en entornos de laboratorio, especialmente en hospitales donde no se toman medidas adecuadas de control de la infección. Casi siempre a través del contacto directo con sangre u otros líquidos corporales de los pacientes.

## Historia
La fiebre de Lassa se describió por primera vez en la década de los cincuenta, aunque el virus no se aisló hasta 1969. El nombre se debe a su primera aparición en Lassa (Nigeria). A pesar de ser endémica en África Occidental se han detectado en 2009 casos en Europa. Los países más afectados son los de la Unión del Río Mano (Guinea, Liberia y Sierra Leona), además de Nigeria. Se identificó que el huésped más probable es el Mastomys natalensis.

## Sintomatología
La enfermedad tiene una progresión gradual, suele comenzar con fiebre, vómitos y dolor retroesternal. Entre los signos de la enfermedad puede observarse inyección conjuntival, edema periorbitario e inflamación del cuello. La cuarta parte de los pacientes manifiestan sordera. En casos graves, los pacientes sufren shock, hemorragia, derrame pleural y edema cerebral. Aproximadamente la tercera parte de los pacientes que han sido hospitalizados durante el transcurso de la enfermedad mueren, aunque el simple tratamiento de apoyo puede mejorar el desenlace clínico, siempre que se administre tempranamente. El tratamiento específico con ribavirina (se trata de un antivírico) también puede ser eficaz en algunos casos.
Manejo de pacientes
En cuanto al manejo de la fiebre de Lassa, existen diversas estrategias con diferencias significativas. Mientras que Países Bajos opta por habitaciones con presión negativa y precauciones universales sin protección adicional para el personal,Alemania exige trajes protectores con un tiempo máximo de trabajo de 3 horas. Reino Unido, por otro lado, utiliza la unidad Trexler, una burbuja de plástico que permite mayor comodidad y turnos más largos, pero con limitaciones en la atención médica. A pesar de estas diferencias, se acepta que la fiebre de Lassa no presenta un gran riesgo epidémico en su forma moderada. El manejo de pacientes debe depender de la gravedad del caso, con aislamiento en habitaciones con presión negativa o seguridad de nivel medio para casos confirmados. Se recomienda el manejo en hospitales con unidades de aislamiento de alta seguridad, especialmente en centros especializados, para evitar traslados que podrían empeorar el estado del paciente. Se necesitan más investigaciones sobre la infectividad y la ruta de transmisión de la enfermedad, y es crucial adaptar los trajes protectores y la unidad Trexler a las necesidades de los cuidados intensivos modernos. 
Manejo de contactos
En la gestión de la fiebre de Lassa, se discuten diferentes estrategias para la vigilancia de contactos, la profilaxis y la comunicación. Se observan variaciones en los enfoques, como la autovigilancia de la temperatura en los Países Bajos frente a la notificación diaria obligatoria en el Reino Unido. Se consensuó fomentar la autovigilancia para contactos de bajo riesgo y la declaración activa solo para contactos de alto riesgo con exposición directa a fluidos corporales del paciente. Respecto a la profilaxis con ribavirina, su uso y efectividad varían. Se ofrece a contactos de alto riesgo en algunos países, pero presenta problemas de tolerancia y evidencia limitada de su beneficio. Se acordó brindar información completa a los contactos sobre sus riesgos y beneficios para permitirles tomar una decisión informada. En cuanto a la comunicación, se destaca la necesidad de establecer diálogos con aerolíneas y ambulancias aéreas para la repatriación de casos sospechosos, aumentar la sensibilización de los organismos de ayuda y considerar un enfoque paneuropeo. Se propone la colaboración del PHLS, la implementación de legislación y enfoques europeos, la información a viajeros y la notificación obligatoria de casos sospechosos por parte de hospitales y servicios de ambulancias aéreas. Finalmente, se subraya la importancia de aclarar el papel de los ministerios relevantes y emitir alertas para los Estados miembros europeos en caso de riesgo. 